# Rob Halford
Robert John Arthur "Rob" Halford (Sutton Coldfield, Birmingham, Inglaterra, 25 de agosto de 1951) es un músico británico de heavy metal especialmente conocido por ser el vocalista principal de la banda británica de heavy metal Judas Priest. Considerado por los seguidores del género como uno de los mejores y más influyentes cantantes de la historia del metal, se caracteriza por su poderosa voz operística y sus descomunales tonos agudos.
Halford figura en el puesto n.º 2 en la lista de los 100 mejores vocalistas del metal de todos los tiempos, según la revista estadounidense Hit Parader.

## Biografía

### Judas Priest
Rob Halford comenzó a cantar en su adolescencia en algunas bandas de hard rock sin mayor trascendencia como Thark, Lord Lucifer, Athens Wood, o Hiroshima. Antes de integrarse a Judas Priest, Rob alternaba su vocación musical con su trabajo de asistente en iluminación de teatro (tramoya), lo que le ayudaba a cubrir gastos. En 1973, a través de su hermana, conoció a Ian Hill, bajista de la ya formada banda Judas Priest, novio de la hermana de Rob. Fue así como Ian y algunos miembros de Judas, un día que estaban en casa de los Halford, escucharon por casualidad a Rob cantando frente a la radio. Judas Priest se había quedado sin su vocalista Al Atkins, con lo que Ian le propuso a K.K. Downing, guitarrista de Judas Priest, hacerse de los servicios de Rob como vocalista. El resto de los miembros del grupo quedaron sorprendidos al escucharlo, por la cual fue contratado de inmediato.

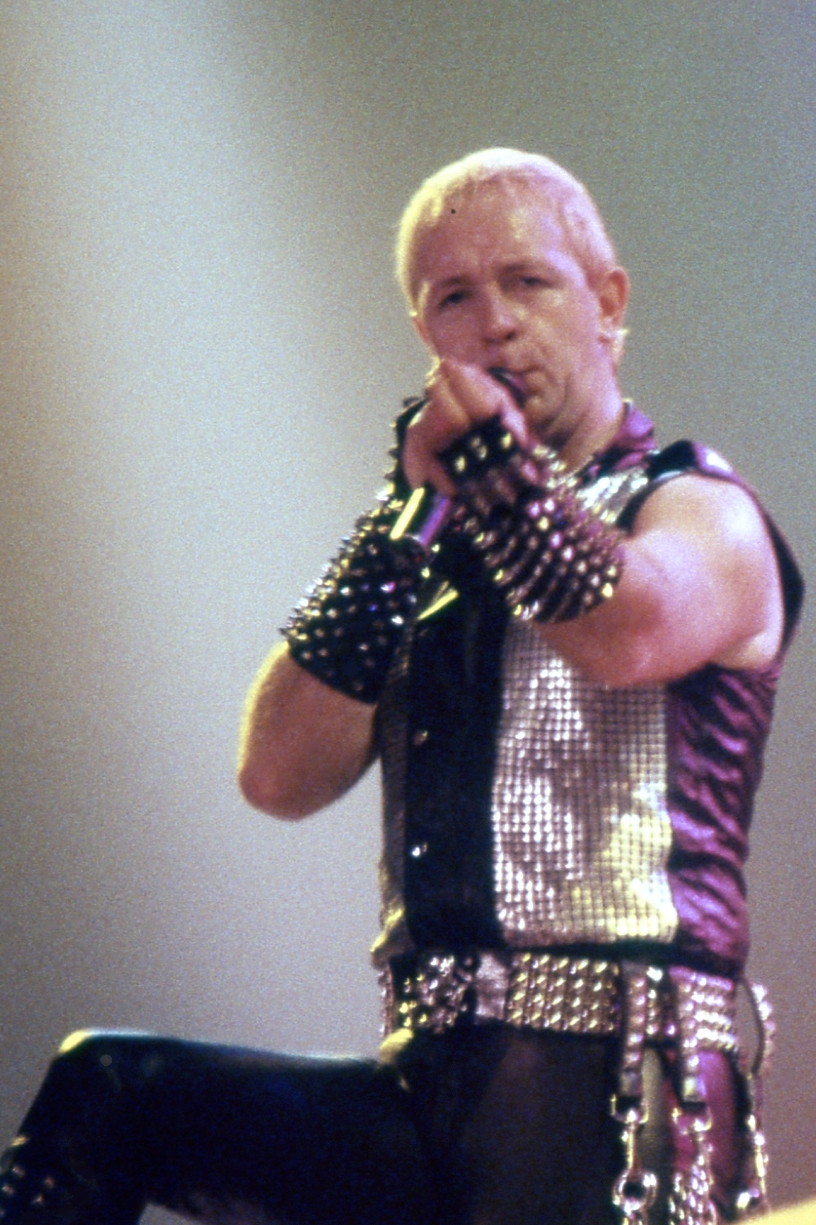
Rob Halford en 1984.

Así, Rob Halford comenzó una exitosa carrera junto a una de las bandas más reconocidas de heavy metal, que se extendería por casi 20 años, desde 1973 hasta 1992 en su primera etapa con la banda. Halford es reconocido por sus sonidos agudos y gritos agudos y su apariencia. Rob Halford se caracteriza además por ser uno de los pioneros en vestir el típico vestuario heavy metal, inspirado en la cultura del cuero surgida a principios de los años 70 y en la subcultura del sadomasoquismo. Además Halford recargaba esa imagen de «cuero y metal» al incluir una Harley-Davidson que conducía sobre la tarima en cada presentación en vivo de Judas Priest. Es debido a su forma de vestir cargada de accesorios de metal, y en especial debido una canción llamada «Metal Gods» del álbum British Steel de 1980, que en forma anecdótica se le llama «Metal God» (Dios del metal) para reconocer su influencia en esta música.

### Sucesos en torno a Halford
Siendo parte de Judas Priest, Rob Halford realizó colaboraciones con otros músicos de la escena, siendo Scorpions la más importante. Una de ellas fue en 1985 con la canción «We Are Stars», en el que Halford junto a otros cantantes y músicos como Blackie Lawless (W.A.S.P.), Kevin DuBrow (Quiet Riot), Dave Meniketti (Y&T), Paul Shortino (Rough Cutt), Eddie Ojeda, Vince Neil (Mötley Crue), Geoff Tate, Don Dokken, Vivian Campbell, George Lynch, Frankie Banali, Vinny Appice (Black Sabbath), Adrian Smith y Dave Murray (Iron Maiden), Yngwie Malmsteen, Ted Nugent, entre muchos otros, grabaron junto a Ronnie James Dio esta canción para recaudar fondos para combatir el hambre en el mundo a través de Hear n' Aid.
Ese mismo año, además, ocurrió un acontecimiento trágico en la vida de Rob: intentó suicidarse en la habitación de su hotel tomando un lote entero de tranquilizantes. La confesión vino años más tarde, y de él mismo. El hecho estaba relacionado con sentirse muy presionado por su homosexualidad. Lo que entonces no sabía Rob Halford es que 5 años más tarde, en 1990, esos «tranquilizantes» se convertirían en inspiración para escribir la canción «Painkiller» cuya traducción al español es «analgésico». El álbum correspondiente, Painkiller, significó la inclusión en la banda del baterista Scott Travis, quien acompañaría posteriormente a Halford tras su partida de Judas Priest.

### Separación de Judas Priest
En esta época empezaron las primeras fricciones en la banda, Rob Halford se interesaba por un heavy metal alternativo y a la moda de esa época como Pantera, los cuales tocaron junto a Priest en algunos shows de su periplo estadounidense. Fue finalmente en la operación Rock And Roll 1991, un festival para celebrar la victoria en la Guerra del Golfo, cuando Judas Priest dio carpetazo a su relación de amistad, aunque oficialmente no se dio a conocer la ruptura hasta principios de 1993, a pesar de ser ya conocidos los roces internos en el grupo.

### Halford con Black Sabbath
Durante ese periodo de incertidumbre en el que no se sabía aún con certeza sobre la separación de Rob Halford de Judas Priest, Black Sabbath se encontraba en la gira de su álbum Dehumanizer (lo que significó el retorno de Ronnie James Dio a la banda), cuando en sus dos últimas fechas coincidieron en California con dos conciertos de Ozzy Osbourne, su antiguo cantante, en su gira de despedida No More Tours. Tony Iommi y Geezer Butler aceptaron tocar antes que Ozzy en los shows, pero se toparon con la negativa profunda de Dio por profundos roces entre ambos cantantes originados en la década anterior. Ronnie se negó en redondo a cantar, por lo que se le pidió a Halford sustituirlo, que aceptó con gusto, así que desde el 13 hasta el 20 de noviembre de 1992, Rob Halford se convirtió en el vocalista de Black Sabbath.

### Proyectos en solitario
Tras esto, Rob Halford dejó Judas Priest y formó, junto con Scott Travis, Fight, del cual surgieron dos trabajos discográficos: War of Words (1994) y A Small Deadly Space (1995). El proyecto mostraba a un Rob Halford más agresivo musicalmente en comparación con su trabajo junto a Judas Priest, aunque sin el mismo éxito, lo que le llevó a experimentar con nuevos sonidos. En 1997 Halford exploró otros géneros musicales influenciados por la música electrónica con otra banda-proyecto denominada 2wo. Tras su lanzamiento, en 1998, Halford sorprendió a la prensa internacional al anunciar en la MTV su homosexualidad, la cual fue bastante bien aceptada por los aficionados; aunque esto era ya conocido por todos los miembros de Judas Priest y un secreto mal guardado entre su público, sobre todo a causa de la característica estética del vocalista.
En el año 2000, Rob Halford retomó el heavy metal clásico cuando fundó la banda Halford para volver a sus raíces con álbumes como Resurrection, Live Insurrection y Crucible. Para estos álbumes contó con la colaboración del famoso productor Roy Z, productor de Bruce Dickinson y muchas otras leyendas del heavy metal.
En el año 2006 aparece K5-The War Of Words Demos, o sea, los demos de Fight editados para el disfrute de los aficionados.

### Retorno a Judas Priest
A finales de 2002, cuando todos los miembros de la banda se unieron para discutir el material que compondría su box set, la cual vería la luz a mediados de 2004 con el nombre de Metalogy, Judas Priest decidió reunirse de nuevo y, tras más de doce años de separación, el cantante original del grupo, Rob Halford, anunció en julio de 2003 su vuelta a la banda para hacer una gira mundial en 2004 y grabar nuevos discos. En este año 2004, Rob Halford volvió a protagonizar un acontecimiento digno de recordarse, cuando por segunda vez, ahora en el Ozzfest de dicho año, Black Sabbath estaba como cabeza de cartel, pero Ozzy Osbourne se encontraba enfermo de una bronquitis que le obligaba a guardar reposo, con lo que era imposible que cantara. Así que Sharon Osbourne llamó a Rob Halford y lo convenció para que reemplazara a Ozzy, a lo cual el vocalista de Judas Priest respondió nuevamente que sí. Ya para el año 2005 Rob Halford volvió a dejar su voz plasmada en un disco de estudio junto a Judas Priest, titulado Angel of Retribution, al que acompañó una nueva y extensa gira.

### Vida personal
En 1998, Rob Halford hizo pública su homosexualidad en una entrevista con MTV News:

«Creo que la mayoría de la gente sabe que he sido un hombre gay toda mi vida, y que es un tema con el que sólo en los últimos tiempos me siento cómodo en dirigirme (...) para hacer frente a algo que me parece tiene un momento, y este es el momento para discutirlo».

Este evento fue el tema de la canción «Hats off to Halford» de Atom and His Package (publicado por Making Love, No Idea Records, 1999).
Actualmente vive en Phoenix, Arizona, Estados Unidos, aunque también mantiene residencias en San Diego, California, Estados Unidos y Ámsterdam, Países Bajos, así como una casa en su ciudad natal de Walsall, Reino Unido.
A pesar de que es capaz de tocar varios instrumentos (incluyendo guitarra, bajo, armónica y batería), no se considera lo suficientemente bueno y completo como instrumentista para lograr tocar en un escenario.
En una entrevista con Motor Trend, reveló que ha sido dueño de una gran variedad de autos clásicos, incluyendo un Aston Martin DBS 1970, un Chevrolet Corvette y un Mercury Cougar, aunque no aprobó el examen de conducir hasta que tenía 38 años; su auto diario actual es un Cadillac DTS 2006.
Ha estado limpio y sobrio desde su rehabilitación en 1986, afirmando que, antes de ese momento, abusó en gran medida de las drogas y el alcohol.
Halford nació y se crio en un hogar cristiano, y señaló lo siguiente acerca de su educación en una entrevista en 2007: «Tener un fundamento religioso, más espiritual, realmente, para mí, se ha vuelto más importante desde que estoy limpio y sobrio desde el 6 de enero de 1986. Eso fue hace 21 años y creo que eso es probablemente más importante para mí ahora, a diario».

### Actualidad
El 1 de junio de 2006 Halford anunció que había comprado los derechos de sus grabaciones con la banda Halford a Sanctuary Records: había formado su propio sello discográfico al que llamó Metal God Entertainment (MGE), a través del cual se han reeditado todos los trabajos de la banda Halford. Se realizó un recopilatorio de su etapa con Fight titulado Fight K5-The War OF Words - Demos. Halford presentó igualmente a sus fanáticos el Metal God Essentials- Volume 1 en donde ofrecía un recopilatorio de algunos de los mejores temas de su carrera fuera de Judas Priest, además de incluir dos temas especialmente realizados para este recopilatorio y un DVD con los mejores momentos del Metal God en su carrera en solitario. Para comienzos de 2008 salió al mercado el álbum conceptual basado en la vida del profeta Nostradamus, obra que presentó nuevamente a un Judas Priest con Rob Halford como vocalista y parte fundamental en sus composiciones.
Actualmente, Halford se encuentra con Judas Priest, con los cuales, durante 2011 y 2012, se ha embarcado en la que sería anunciada como la última gira mundial del grupo, el llamado Epitaph Tour; si bien esta decisión ha traído numerosas polémicas al no haberse esclarecido al principio si significaría la separación de la banda, lo cual fue desmentido por los integrantes del grupo, anunciando que habría nuevos discos y más conciertos, pero no giras mundiales. Además, justo antes de comenzar el Epitaph Tour, el guitarrista K.K. Downing anunció su salida de Judas Priest. Richie Faulkner reemplazó a K.K. y así el grupo, una vez finalizado el Epitaph Tour, lanzó el disco Redeemer of Souls en 2014. El 9 de marzo de 2018 se lanzó un nuevo álbum del grupo, Firepower.
En octubre de 2019, Halford lanzó un álbum navideño, llamado Celestial.

## Discografía
Con Judas Priest
- 1974: Rocka Rolla
- 1976: Sad Wings of Destiny
- 1977: Sin After Sin
- 1978: Stained Class
- 1979: Killing Machine (lanzado como Hell Bent for Leather en EE. UU.)
- 1979: Unleashed in the East
- 1980: British Steel
- 1981: Point of Entry
- 1982: Screaming for Vengeance
- 1984: Defenders of the Faith
- 1986: Turbo
- 1987: Priest...Live!
- 1988: Ram it Down
- 1990: Painkiller
- 2005: Angel of Retribution
- 2008: Nostradamus
- 2014: Redeemer of Souls
- 2016: Battle Cry
- 2018: Firepower
- 2024: Invincible Shield

Con Fight
- 1992: K5 – The War of Words Demos (lanzado en 2007)

- 1993: War of Words
- 1994: Mutations
- 1995: A Small Deadly Space

Con 2wo
- 1998: Voyeurs

Con Halford
- 2000: Resurrection
- 2001: Live Insurrection
- 2002: Crucible
- 2003: Fourging the Furnace
- 2004: LIVE - Disney House Of Blues Concert
- 2006: Silent Screams
- 2007: Metal God Essentials, Vol. 1
- 2009: Halford III: Winter Songs
- 2010: Halford IV: Made of Metal
- 2010: Live in Anaheim

Miscellaneous
- 2017: The Complete Albums Collection

Con Rob Halford with Family & Friends
- 2019: Celestial

### Aparición como músico invitado
- Krokus – Headhunter – voz en "Ready to Burn" (1983)
- Surgical Steel – Surgical Steel (demo), voz en "Smooth And Fast" (1984)
- Hear n' Aid (1986)
- Con Stryper en el Against the Law tour in Toronto, Canadá, cantando "Breaking The Law" (1990)
- Ugly Kid Joe – America's Least Wanted – coros en "Goddamn Devil" (1992)
- Skid Row – B-Side Ourselves – voz en "Delivering the Goods" en la versión en vivo (1992)
  - el mismo equipo también realizó una sesión en vivo en estudio en la MTV show Headbanger's Ball (1992)
- Black Sabbath – en el 14 y 15 de noviembre de 1992 Halford se hizo cargo de las voces para Black Sabbath, quien hizo una doble actuación en el Pacific Amphitheatre in Costa Mesa, Los Ángeles, California, USA (1992). Rob sustituyó en esos dos conciertos a Ronnie James Dio, quien se negó a cantar antes de Ozzy Osbourne en un mismo show.
- Coros en la canción "Hex 'n' Sex" para el álbum del mismo título para la banda alemana "Brings" (1993)
- Bullring Brummies, una sesión de estudio de formación que se unieron para contribuir a la Nativity in Black compilación tributo a Black Sabbath cover songs (1994).
- Grabación de la canción "Light comes out of Black" con Pantera para la película Buffy la Cazavampiros (1992)
- Durante el concierto de Miami, FL, Metallica preguntó a Halford en el escenario para tocar una versión de "Rapid Fire", originalmente hecha por Judas Priest en British Steel en 1980 (1994). Halford ya que se ha unido a Metallica en escenario de nuevo para cantar "Rapid Fire" el 9 de diciembre de 2011 en The Fillmore, San Francisco, CA. y en el Revolver Golden Gods Awards 2013
- Queens of the Stone Age – Rated R – voz en "Feel Good Hit of the Summer" (2000)
- Realización de una mezcla en vivo con Sum 41 y Tommy Lee de Mötley Crüe, MTV's 20th Anniversary (2001)
- Furious IV – Is That You? (2002)
- Spun película (2002) – "Pornclerk" caracterizándolo
- Brütal Legend – La voz del villano Lord Doviculus' minion General Lionwhyte, que se basa en gran medida de la cultura de glam metal. También expresó el líder de la Fire Barons, que fue modelada directamente después de su apariencia más joven.
- Black Sabbath – Halford sustituyó a un enfermo Ozzy Osbourne durante el Ozzfest en Camden, Nueva Jersey, el 26 de agosto de 2004.[9]
- Five Finger Death Punch - The Wrong Side of Heaven and the Righteous Side of Hell, Volume 1 (2013), voz en "Lift Me Up", cantando en vivo en el Revolver Golden God awards 2013.
- Ronnie James Dio tribute album, This Is Your Life – voz en "Man on the Silver Mountain" (2014)
- Los Simpsons – Cantando una interpretación de "Breaking the Law" en el episodio "Roba este episodio (T25 E9)" (2014)
- In This Moment – Ritual – voz en "Black Wedding" (2017)
- Phil Campbell – Old Lions Still Roar – voz en "Straight Up" (2019)
- Dolly Parton, Rockstar - voz destacada en "Bygones" (2023)
- (2022) Rob Halford aparece como él mismo en la película "Metal Lords", también protagonizada por Scott Ian (guitarrista de Anthrax), Kirk Hammet (guitarrista de Metallica) y Tom Morello (guitarrista de Rage Against The Machine). La película también incluye la canción Metal Gods de Judas Priest.